# تراسنهایده
تراسنهایده (به آلمانی: Trassenheide) یک شهر در آلمان است که در فرپومرن-گرایفسوالد واقع شده‌است. تراسنهایده ۹۶۳ نفر جمعیت دارد.